# Rauan Orynbassar
Rauan Talgatuly Orynbassar (kasachisch Рауан Талгатұлы Орынбасар Rauan Talgatūly Orynbasar; * 1. März 1998 in Taldyqorghan) ist ein kasachischer Fußballspieler, der als Innenverteidiger für den Verein Ertis Pawlodar spielt.

## Karriere

### Verein
Orynbassar begann seine Karriere bei Schetissu Taldyqorghan und spielte zunächst für die zweite Mannschaft, Zhetysu-2. Seit 2017 ist er fester Bestandteil der ersten Mannschaft. 2025 wechselte er zu Ertis Pawlodar.

### Nationalmannschaft
Orynbassar debütierte am 21. Februar 2019 für die kasachische Nationalmannschaft in einem Freundschaftsspiel gegen Moldawien, das Kasachstan mit 1:0 gewann. Zuvor spielte er für die U21-Nationalmannschaft Kasachstans.